# Liste der Baudenkmale in Plessa
In der Liste der Baudenkmale in Plessa sind alle Baudenkmale der brandenburgischen Gemeinde Plessa und ihrer Ortsteile aufgelistet. Grundlage ist die Veröffentlichung der Landesdenkmalliste mit dem Stand vom 31. Dezember 2023. Die Bodendenkmale sind in der Liste der Bodendenkmale in Plessa aufgeführt.

## Baudenkmale in den Ortsteilen
In den Spalten befinden sich folgende Informationen:
- ID-Nr.: Die Nummer wird vom Brandenburgischen Landesamt für Denkmalpflege vergeben. Ein Link hinter der Nummer führt zum Eintrag über das Denkmal in der Denkmaldatenbank. In dieser Spalte kann sich zusätzlich das Wort Wikidata befinden, der entsprechende Link führt zu Angaben zu diesem Denkmal bei Wikidata.
- Lage: die Adresse des Denkmales und die geographischen Koordinaten. Link zu einem Kartenansichtstool, um Koordinaten zu setzen. In der Kartenansicht sind Denkmale ohne Koordinaten mit einem roten beziehungsweise orangen Marker dargestellt und können in der Karte gesetzt werden. Denkmale ohne Bild sind mit einem blauen bzw. roten Marker gekennzeichnet, Denkmale mit Bild mit einem grünen beziehungsweise orangen Marker.
- Bezeichnung: Bezeichnung in den offiziellen Listen des Brandenburgischen Landesamtes für Denkmalpflege. Ein Link hinter der Bezeichnung führt zum Wikipedia-Artikel über das Denkmal.
- Beschreibung: die Beschreibung des Denkmales
- Bild: ein Bild des Denkmales und gegebenenfalls einen Link zu weiteren Fotos des Baudenkmals im Medienarchiv Wikimedia Commons

### Döllingen
| ID-Nr.            | Lage             | Bezeichnung                   | Beschreibung | Bild           |
| ----------------- | ---------------- | ----------------------------- | --- | -------------- |
| 09135367 Wikidata | (Lage)           | Dorfkirche                    | Der barocke Saalbau mit zentralem Dachreiter wurde im Jahre 1739 am Standort einer zuvor abgerissenen hölzernen Kapelle errichtet. Zu DDR-Zeiten trotz bestehendem Denkmalschutz beinahe dem Verfall preisgegeben, konnte die Kirche Anfang der 1990er Jahre wurde die Kirche umfangreich saniert und wieder Instand gesetzt werden. | weitere Bilder |
| 09135368          | Am Park 1 (Lage) | Neubauernhaus Typ Brandenburg | um 1950 errichtet | weitere Bilder |

### Kahla
| ID-Nr.                          | Lage   | Bezeichnung                                                                                  | Beschreibung | Bild           |
| ------------------------------- | ------ | -------------------------------------------------------------------------------------------- | --- | -------------- |
| 09135369 Wikidata               | (Lage) | Dorfkirche                                                                                   | Die evangelische Kirche wurde 1811 anstelle einer hölzernen Kapelle errichtet, die zuvor einem Brand zum Opfer fiel. Ihr Inneres ist von einer Putzdecke und einer Hufeisenempore gepgrägt. Die aus Sandstein bestehende Taufe stammt aus dem 17. Jahrhundert. Eine im Jahre 1910 vom Liebenwerdaer Orgelbauer Voigt erschaffene Orgel ist bespielbar. | weitere Bilder |
| 09135711 Wikidata               | (Lage) | Bertzit-Turm                                                                                 | Der Bertzit-Turm ist eine Investruine im Norden von Kahla. Dieser wurde in den 1920er Jahren in unmittelbarer Nachbarschaft zur Braunkohlentiefbaugrube Ada errichtet und war zur Braunkohlenveredlung vorgesehen. Das 35 Meter hohe Industriedenkmal bildet eine in der Niederung der Schwarzen Elster weithin sichtbare Landmarke.                   | weitere Bilder |
| 09135827                        | (Lage) | Kohleverlade- und Sortierbunker mit Seilbahnbrückenfragment sowie Reste der Stichgleisanlage | Der einst zur Braunkohlengrube Ada gehörende Kohleverlade- und Sortierbunker bildet in der Gegenwart zusammen mit dem benachbarten Bertzit-Turm die Überreste der örtlichen Braunkohlenindustrie. | weitere Bilder |
| 09136451 Teilobjekt zu: 9135827 | (Lage) | Förderbrücke                                                                                 | | Förderbrücke   |

### Plessa
| ID-Nr.            | Lage                                | Bezeichnung                                      | Beschreibung | Bild                                             |
| ----------------- | ----------------------------------- | ------------------------------------------------ | --- | ------------------------------------------------ |
| 09135479 Wikidata | (Lage)                              | Dorfkirche                                       | Die evangelische Kirche wurde im Jahre 1814 erbaut. Die Sakristei liegt an der Ostseite. Das Orgelprospekt stammt aus der Bauzeit, die noch bespielbare Orgel selbst aus dem Jahre 1890. Sie stammt von der Schweidnitzer Orgelbaufirma Schlag & Söhne. | weitere Bilder                                   |
| 09135484 Wikidata | (Lage)                              | Kraftwerk                                        | Das Kraftwerk Plessa ist eines der ältesten Braunkohlekraftwerke in Europa, das in seiner ursprünglichen Bausubstanz erhalten ist. Das Kraftwerk wurde 1927 in Betrieb genommen. Vier Turbinen leisteten 54 Megawatt. | weitere Bilder                                   |
| 09135482          | An der Elstermühle 1 (Lage)         | Elstermühle                                      | Die Elstermühle Plessa ist eine Wassermühle an der Schwarzen Elster. Urkundlich erwähnt wird die Mühle erstmals im Jahre 1420. Ursprünglich bestand die Wassermühle aus zwei Mühlen, einer Schneide- sowie einer Getreidemühle. Sie besitzt eine leerlauffähige Schauanlage und ein kleines Museum, außerdem befindet sich im Nebengebäude ein kleines Sägewerk.                                                                           | weitere Bilder                                   |
| 09135806          | Friedrich-Ludwig-Jahn-Straße (Lage) | Toranlage des Friedrich-Ludwig-Jahn-Sportplatzes | | Toranlage des Friedrich-Ludwig-Jahn-Sportplatzes |
| 09135483          | Nordstraße 5–8 (Lage)               | Kraftwerkssiedlung                               | Die Wohnanlage besteht aus vier Mehrfamilienwohnhäusern und wurde 1951 errichtet. | weitere Bilder                                   |
| 09135481 Wikidata | Platz des Friedens 1 (Lage)         | Kulturhaus                                       | Das Kulturhaus Plessa wurde zwischen 1955 und 1960 errichtet. Das markante Gebäude in der Ortsmitte wird nach wie vor als Veranstaltungsort genutzt. Nachdem es 2009/2010 die ernsthafte Debatte gab, das kostenintensive Gebäude abzureißen, wird es seither mit Hilfe von Spendengelder Stück für Stück saniert. An seiner nördlichen Fassade befinden sich Wandbilder mit Motiven der Landwirtschaft und Industrie in Sgraffitotechnik. | weitere Bilder                                   |

## Ehemalige Baudenkmale
| ID-Nr. | Lage                 | Bezeichnung                  | Beschreibung | Bild |
| ------ | -------------------- | ---------------------------- | --- | ---- |
|        | Kurze Gasse 2 (Lage) | Relief mit Pferdedarstellung | Bei diesem an einer Hauswand angebrachtem Reliefhandelt es sich um ein Hauszeichen. Es stellt mit einem flüchtenden Pferd auf dem eine nackte Frau gebunden ist eine Familiensage dar. Das Denkmal wurde aus dem Denkmalverzeichnis im Jahre 2019 gelöscht. Das Relief ist vom öffentlichen Grund nicht einsehbar oder es existiert nicht mehr. | BW   |